# 朵麦基巧
朵麦基巧（藏語：མདོ་སྨད་སྤྱི་ཁྱབ་），又譯多麦基巧、昌都總管，簡稱多基（藏語：མདོ་སྤྱི་），是西藏噶廈政府設置的一個基巧（類似中華人民共和國的地級行政區），位於昌都地區。
昌都地處康區，在1904年左右，滿清的川滇邊務大臣趙爾豐以巴塘事變為由，對康區的藏族土司進行「改土歸流」，藏人土司的領地不斷被蠶食。1911年辛亥革命爆發之後，改土歸流方才告終。之後中華民國成立，在昌都地區設置川邊特別區。這使噶廈政府非常不滿。1914年冬，十三世達賴喇嘛任命噶倫喇嘛強巴丹達為多麥基巧，1918年，西藏噶廈在第二次康藏纠纷中奪回了昌都地區，多麥基巧即移駐昌都。
朵麦基巧管轄昌都地區的軍政事務，下轄25個宗，其任期三年，可以連任。由於當時西藏與西康、四川的關係非常緊張，擔任朵麦基巧的官員官階是所有基巧中最高的，與噶倫屬於同一級別，由三品官擔任。其下設置四品僧官「堪窮」一名、四品俗官「仁希」一名，負責日常事務。朵麦基巧還設有「頗康」這一機構，負責徵收糧食稅收，並提供藏軍的軍餉和軍需。
1950年10月，中國人民解放軍發動昌都戰役，攻佔昌都地區，總管阿沛·阿旺晉美被解放軍俘虜。朵麦基巧被改制為昌都地區人民解放委員會，昌都地區成為直屬的省級行政單位。1956年西藏自治區籌備委員會成立後，西康省被撤銷，昌都地區和西康省部份地區歸西藏自治區，其餘地區劃歸四川省，並沿襲至今。